# Bony de l'Ós
El Bony de l'Ós és una muntanya de 2.218 metres que es troba al municipi de Lles de Cerdanya, a la comarca de la Baixa Cerdanya.